# Башня Пятницких ворот
Башня Пятницких ворот — одна из башен Тульского кремля, построенного в 1514—1520. Расположена в северо-западной стене кремля.

## История
Своё название башня получила из-за находившейся рядом с ней церкви Параскевы Пятницы. С тыльной стороны башни под краями арки находятся два проёма, за которыми расположены небольшие сводчатые камеры. В этих камерах в XVI веке хранили мушкеты, карабины, латы, пули и знамёна. В писцовых книгах сообщается, что 7 июня 1568 года во время пожара в Туле «казна с зелием», находившаяся на Пятницких воротах, взорвалась, и вероятно сильно повредила башню. Это подтверждается отсутствием на башне белокаменных деталей, которые присущи всем другим башням кремля.
В XVI—XVII веках в этой башне находились главные въездные ворота кремля. Через Пятницкие ворота въезжали русские монархи, предстоятели Русской православной церкви, послы иностранных держав, другие именитые гости. В конце XVIII века с наружной стороны была пристроена Знаменская часовня, поэтому сама башня именовалась в те времена Знаменской.